# The Settlers: New Allies
The Settlers: New Allies — градостроительная стратегия в реальном времени, разработанная Ubisoft Blue Byte и изданная Ubisoft. Является перезапуском серии The Settlers. Первоначально игра должна была быть выпущена в марте 2022 года для Windows, в конечном итоге вышла 17 февраля 2023 года для Windows, были запланированы релизы для Amazon Luna, Nintendo Switch, PlayStation 4, PlayStation 5, Xbox One и Xbox Series X/S.

## Игровой процесс
New Allies является перезапуском серии. В игре представлены три разные фракции, в том числе Элари, Мару и Йорн. Как и в предыдущих играх серии, игрок должен развивать свои поселения, собирая ресурсы, строя производственные здания и возводя военные сооружения для нападения и защиты. В игре есть режим кампании и режим схватки, который позволяет играть в многопользовательском режиме в форматах 1v1 и 2v2.

## Разработка
Игра была анонсирована на Gamescom в 2018 году. Для разработки игры Blue Byte использовала Snowdrop Engine. Первоначально выпуск игры для Microsoft Windows был запланирован на 2019 год,затем он был перенесён на третий квартал 2020 года, но в июле выпуск игры был отложен на неопределённый срок, а средства за предварительные заказы были возмещены.
Игра снова появилась в январе 2022 года, а закрытое бета-тестирование игры проходило с 20 по 24 января. По словам директора Кристиана Хагедорна, команде пришлось переработать игру, поскольку изначально разработанные ими игровые системы были слишком сложными. Выход игры для Microsoft Windows должен был состояться 17 марта 2022 года Однако из-за отзывов, полученных во время закрытого бета-тестирования, 3 марта 2022 года было объявлено о переносе выхода игры, поскольку её качество ещё не соответствовало видению команды.
28 ноября 2022 было объявлено о новом названии игры The Settlers: New Allies, релиз которой состоится 17 февраля 2023 года, также была анонсирована консольная версия.

## Релиз
Ubisoft не предоставляла ключи рецензентам до релиза, такой подход обычно обозначал неуверенность издателя в успехе игры. Игра доступна только в Ubisoft Store и Epic Games Store, где нет возможности выставления пользовательских оценок.